# Anikó Gyöngyössy
Anikó Gyöngyössy (* 21. Mai 1990 in Budapest) ist eine ungarische Wasserballspielerin. Sie war mit der ungarischen Nationalmannschaft Olympiadritte 2021 und Europameisterschaftsdritte 2020.

## Karriere
Die 1,87 Meter große Anikó Gyöngyössy spielte von 2013 bis 2022 bei Budapesti VSC.
2007 gewann sie mit der ungarischen Juniorinnenauswahl die Bronzemedaille bei der Juniorenweltmeisterschaft. Zwei Jahre später trat sie als Ersatztorhüterin hinter Patrícia Horváth mit der Nationalmannschaft bei der Weltmeisterschaft in Rom an. Die Ungarinnen erreichten den siebten Platz. Gyöngyössy wurde im Vorrundenspiel gegen Usbekistan für eine Halbzeit eingesetzt und spielte im Match um den siebten Platz gegen die Spanierinnen fast durch. 2010 belegten die Ungarinnen den fünften Platz bei der Europameisterschaft in Kroatien. Gyöngyössy war Ersatztorhüterin hinter Orsolya Kasó.
Nach einer langen Pause kehrte Gyöngyössy nicht etwa als Torhüterin, sondern als Centerspielerin in die Nationalmannschaft zurück. Bei der Europameisterschaft 2018 in Barcelona verloren die Ungarinnen im Halbfinale gegen die Niederländerinnen mit 7:8. Im Spiel um die Bronzemedaille unterlagen sie den Spanierinnen mit 6:12. Gyöngyössy warf insgesamt sieben Turniertore. Im Jahr darauf bei der Weltmeisterschaft 2019 in Gwangju verloren die Ungarinnen nach einer Halbfinalniederlage gegen die Spanierinnen das Spiel um den dritten Platz mit 9:10 gegen Australien. Im Januar 2020 fand die Europameisterschaft in Budapest statt. Wieder unterlagen die Ungarinnen im Halbfinale den Spanierinnen, im Spiel um den dritten Platz besiegten sie die Niederländerinnen mit 10:8. Bei den 2021 ausgetragenen Olympischen Spielen in Tokio besiegten die Ungarinnen im Viertelfinale die Niederländerinnen und unterlagen dann im Halbfinale den Spanierinnen. Das Spiel um Bronze gewannen die Ungarinnen mit 11:9 gegen die Russinnen. Gyöngyössy warf ihre zwei Turniertore in der Vorrunde. Es war die erste olympische Medaille für die ungarischen Wasserballspielerinnen, ihre männlichen Kollegen sind mit neun Olympiasiegen die erfolgreichste Wasserballmannschaft.